# Jörg Buder
Jörg Buder (* 24. September 1969) ist ein ehemaliger deutscher Fußballspieler und heutiger -trainer. Für den Berliner FC Dynamo und dessen Nachfolger FC Berlin spielte er in der Oberliga, der höchsten Spielklasse des DDR-Fußballverbandes.

## Sportliche Laufbahn

### Club- und Vereinsstationen
1982 schloss sich Buder, der parallel die KJS im Sportforum Hohenschönhausen in Ost-Berlin besuchte, dem Berliner FC Dynamo, dem Spitzenclub der  Sportvereinigung Dynamo an. Beim BFC spielte Buder, der in Cottbus aufgewachsen ist, von 1986 bis 1988 in der Juniorenoberligamannschaft und gewann mit dieser 1987 den DDR-Meistertitel. Im gleichen Jahr wurde er mit dem U-18-Team Sieger im Junge-Welt-Pokal der Junioren.
Für die Saison 1988/89 wurde der 1,79 Meter große Buder als Abwehrspieler für die 2. BFC-Mannschaft nominiert, mit der in der zweitklassigen DDR-Liga 26 Spiele absolvierte. Zur Spielzeit 1989/90 rückte er in die Oberligaelf des BFC Dynamo auf. Bereits am 5. August 1989 wurde er im DFV-Supercupspiel Dynamo Dresden gegen BFC (1:4) in der Schlussviertelstunde eingesetzt. Seinen Einstand in der Oberliga gab er am 19. August 1989, als er in der Begegnung des 2. Spieltages Stahl Brandenburg – BFC (1:1) in der 74. Minute eingewechselt wurde. Es folgten neun weitere Oberligaeinsätze, in denen er siebenmal als Mittelfeld- oder Abwehrspieler in der Startelf stand. In seiner zweiten Oberligasaison 1990/91 kam Buder nicht über die Rolle eines Ersatzspielers hinaus. Er kam elfmal in Oberligaspielen zum Einsatz, spielte aber nur fünfmal über volle 90 Minuten. Das Oberligaspiel beim Halleschen FC Chemie am 11. Mai 1991, in dem die Mannschaft, die bereits seit Anfang 1990 als FC Berlin antrat, war Buders letztes Erstligaspiel. In der Premierensaison der Amateur-Oberliga im NOFV-Bereich blieb er weiter für den BFC-Nachfolgeverein am Ball. Im Folgejahr stand er bei Tennis Borussia Berlin unter Vertrag. Mit dem Team aus Charlottenburg gelang ihm nach der fehlenden Lizenzerteilung für den 1. FC Union Berlin der Aufstieg in die 2. Bundesliga, wobei Buder dem Zweitligakader dann nicht mehr angehören sollte.
Die Saison 1993/94 startete Buder zunächst beim Spandauer SV. Ab dem Frühjahr 1994 spielte Buder für den BSV Brandenburg und verhalf der Mannschaft zum Sieg in der Nordstaffel, aber scheiterte mit den Havelstädtern in der Aufstiegsrunde zur 2. Liga. Der Spitzenplatz zuvor im Ligabetrieb aber hatte die sichere Qualifikation für die neue drittklassige Regionalliga bedeutet. Von 1995 bis 2000 spielte er für den SV Babelsberg 03. Mit den Randberlinern stieg er 1996 in die Oberliga Nordost und 1997 in die Regionalliga Nordost auf. Innerhalb von sechs Jahren absolvierte Buder über 100 Spiele für Babelsberg, zunächst im Mittelfeld, später als Verteidiger.
Nachdem Buder im Jahr 2000 von Trainer Karsten Heine aus dem Kader gestrichen worden war, schloss er sich zur Saison 2000/01 dem viertklassigen Berliner Oberligisten VfB Lichterfelde an, der sich 2004 in Lichterfelder FC Berlin umbenannte. 2002 wurde Buder vom Verein zum Spieler des Jahres gewählt. 2005 stieg er mit den Lichterfeldern in die Verbandsliga Berlin ab, ein Jahr später beendete er knapp 36-jährig seine Laufbahn als Leistungssportler.

### Auswahleinsätze
Als Juniorenspieler gehörte er ab 1986 dem Kader einer Auswahlmannschaft des DFV an. Sein erstes Länderspiel bestritt er am 13. November 1986 mit der DDR-U-17-Nationalelf. In der Begegnung gegen Polen (0:2) wurde er im rechten Mittelfeld eingesetzt. Bis 1987 kam er auf insgesamt vier Juniorenländerspiele.
Im Sommer 1989 wurde Buder in die DDR-Olympiaelf berufen, mit der er mehrere Testspiele bestritt. Zwei Spiele bei einem Turnier in Spanien im Sommer 1989 waren gegen andere Ländervertretungen (Kuba und die UdSSR). Noch vor Beginn der Qualifikationsspiele für Olympia 1992 wurde die Mannschaft im Zuge der deutschen Wiedervereinigung zurückgezogen.

## Trainerlaufbahn
Nach der Entlassung von Predrag Uzelac Anfang August 2021 übernahm er vorläufig den Trainerposten beim viertklassigen Regionalligisten SV Babelsberg 03. Dort hatte er zuvor als Co-Trainer agiert. In seinem 1. Spiel auf der Babelsberger Bank gelang ihm der Einzug in die 2. DFB-Pokalrunde gegen den Bundesligisten SpVgg Greuther Fürth. Im September rückte er vom Interims- zum Cheftrainer auf und gab seinen Job als Dispatcher in einem Potsdamer Fuhrunternehmen auf. Im April 2022 endete seine Anstellung als Cheftrainer bei Babelsberg. Zu Beginn der Saison 2022/03 saß Buder bei der TSG Neustrelitz auf der Bank, aber wurde nach fünf Spieltagen Mitte September 2022 abgelöst. Ende 2023 unterschrieb Buder beim Werderaner FC Viktoria 1920 in der Brandenburgliga und amtierte dort bis zum Jahreswechsel 2024/25.